# Somerville (del av en befolkad plats)
Somerville är en del av en befolkad plats i Australien. Den ligger i kommunen Mornington Peninsula och delstaten Victoria, omkring 48 kilometer söder om delstatshuvudstaden Melbourne.
Trakten är tätbefolkad. Närmaste större samhälle är Langwarrin, nära Somerville. 
Trakten runt Somerville består till största delen av jordbruksmark. Genomsnittlig årsnederbörd är 1 251 millimeter. Den regnigaste månaden är maj, med i genomsnitt 154 mm nederbörd, och den torraste är januari, med 51 mm nederbörd.